# Ishii Ryo (2000)
Ishii Ryo (sinh ngày 11 tháng 7 năm 2000) là một cầu thủ bóng đá người Nhật Bản.

## Sự nghiệp câu lạc bộ
Ishii Ryo hiện đang chơi cho Urawa Reds.